# Foto di gruppo con signora (film)
Foto di gruppo con signora (Gruppenbild mit Dame) è un film del 1977 diretto da Aleksandar Petrović.